# Vojmir Tedoldi
Vojmir (Guerrino) Tedoldi, slovenski novinar, * 27. julij 1919, Padenghe del Garda, Brescia, Kraljevina Italija, † 26. april 1984, Ljubljana, SR Slovenija, SFRJ, pokopan v Vidmu.

## Življenje
Rodil se je očetu Giacomu, delavcu, in materi Rozi Noacco, gospodinji, Slovenki iz Tipane v Videmski pokrajini v Italiji (Beneška Slovenija). Poročila sta se, ko je bil Giacomo v prvi svetovni vojni vojak v Beneški Sloveniji. Vojmir Tedoldi je v Tipani obiskoval osnovno šolo, slovenščine se je naučil od matere in od nje je prevzel slovensko zavest. Med drugo svetovno vojno je bil narednik italijanske vojske(sergente) v Ljubljani. Tam je spoznal  slovensko učiteljico Jožico Miklavčič, s katero se je po vojni poročil v kraju Cornappo, slovensko Karnahta, v Občini Tipana, slovensko Tipana. Po 8. septembru se je pridružil jugoslovanskim partizanom. Po vojni je bil uradnik za dodelitev kartic obrokov (tessere annonarie) najprej v občini Tipani in potem v Pravisdominiju v Pordenonski pokrajini. Takrat je začel pisati za Primorski dnevnik. Bil je samouk, pri člankih v slovenskem jeziku mu je pomagala žena Jožica.

## Delo
Tedoldi je bil med ustanovitelji in prvi urednik časopisa Matajur, glasila Beneških Slovencev v Videmski pokrajini. Skupaj z ženo sta časopis urejevala kar 23 let. Prva številka Matajurja je izšla 3. oktobra leta 1950, izhajal pa je do decembra 1973, ko se je preimenoval v Novi Matajur, ki še danes izhaja. 
Tedoldi je imel v letih do smrti uvozno-izvozno podjetje na področju grafičnega materiala in v tem času je sodeloval tudi z ljubljanskim časopisnim podjetjem Delo, ukvarjal pa se je tudi s tiskanjem turističnih prospektov za Jugoslavijo in Slovenijo.